# Snipex T-Rex
O Snipex T-Rex é um fuzil antimaterial de tiro único com câmara para o cartucho 14,5×114mm e fabricado pela XADO-Holding Ltd., Carcóvia, Ucrânia.

## Projeto
O T-Rex é um fuzil de ação por ferrolho. Durante o carregamento, o cartucho é inserido na abertura da culatra com o ferrolho aberto. O bloqueio do cano é feito por meio de um ferrolho giratório. O cano flutuante está em recuo livre quando a bala é lançada. O recuo é suprimido pelo freio de boca, pelo efeito de um isolador de recuo, por uma ombreira elástica multicamadas e por um peso equilibrado.
O fuzil é adequado para tiro apoiado tanto no ombro direito quanto no esquerdo. Possui um apoio de bochecha com altura ajustável que pode ser instalado no lado direito ou esquerdo. O fuzil possui um bipé e um suporte traseiro ajustável, que permite o ajuste às necessidades do atirador.
O fuzil possui um trilho Picatinny com gradiente de 50 MOA, no qual vários dispositivos de mira podem ser montados.

## História
O primeiro desenvolvimento foi apresentado na XIV Exposição Internacional Especializada "Armas e Segurança 2017". No curso de constantes melhorias, diversas mudanças foram feitas no projeto do fuzil. Com base nos resultados dos exames estaduais, o fuzil Snipex T-Rex calibre 14,5x114 mm foi adotado pelas Forças Armadas da Ucrânia em 2020.

## Operadores
- Ucrânia: Usado pelas Forças Armadas da Ucrânia[1]